# حکم مرگ
حکم مرگ (به انگلیسی: Death Warrant) یک فیلم آمریکایی اکشن و دلهره‌آور در سبک فیلم زندان محصول سال ۱۹۹۰ به کارگردانی دیران سارافیان، تهیه‌کنندگی مارک دیسال با بازی ژان-کلود ون دام است. این فیلم توسط دیوید اس. گویر در دوران دانشجویی در دانشگاه کالیفرنیای جنوبی  نوشته شد و اولین فیلمنامه گویر بود که به صورت تجاری فروخته و تولید شد. در این فیلم، کارآگاه پلیس لوئیس برک به عنوان یک پلیس مخفی به زندانی در کالیفرنیا می‌رود تا بفهمد چه کسی پشت یک سری قتل‌های مرموز بوده است و خود را با دشمن خود محبوس می‌بیند، کریستین نایلور یک قاتل زنجیره‌ای روانی، کسی که خود را "مرد شنی" می‌نامد، که پس از وارد شدن به زندان قصد دارد از او انتقام بگیرد.
حکم مرگ در ۱۴ سپتامبر ۱۹۹۰ اکران شد. پس از اکران، فیلم ۴۶ میلیون دلار در مقابل بودجه تولید تنها ۶ میلیون دلار فروخت. این فیلم با واکنش‌های متفاوتی از سوی منتقدان مواجه شد که کارگردانی، خط داستانی، شخصیت منفی و داستان آن را ضعیف می‌دانستند، اما بازیگری و همچنین صحنه‌های اکشن و فضای دلهره‌آور را بسیار تحسین کردند.

## داستان
چند قتل غیرعادی در یک زندان رخ می‌دهد و لوئیس بروک، افسر پلیس کانادا به آن زندان به عنوان یک مجرم و پلیس مخفی اعزام می‌شود تا در مورد آن قتل‌ها تحقیق کند و بفهمد چه‌کسی پشت آن است، ولی هویت وی فاش می‌شود و…

## ساخت
تصویربرداری اصلی اوت ۱۹۸۹ آغاز شد و اکتبر به پایان رسید.

## بازخوردها

### گیشه
این فیلم به شدت در باکس آفیس موفق بود و با فروش آخر هفته ۵ میلیون دلاری در جایگاه سوم قرار گرفت. در باکس آفیس داخلی بیش از ۱۵ میلیون دلار فروش داشت.

### واکنش انتقادی
در متاکریتیک، فیلم بر اساس رای ۹ منتقد، میانگین وزنی امتیاز ۳۴ از ۱۰۰ را دارد که نشان‌دهنده «بررسی‌های عموماً نامطلوب» است.